# Красногорский район (Удмуртия)
Красногорский район (удм. Красногорск ёрос) — административно-территориальная единица и упразднённое муниципальное образование (муниципальный район) в Удмуртской Республике Российской Федерации.
Административный центр — село Красногорское.
Законом Удмуртской Республики от 30.04.2021 № 39-РЗ район и входившие в его состав сельские поселения к 23 мая 2021 года преобразованы в муниципальный округ (слово район в официальном названии сохранено).

## География

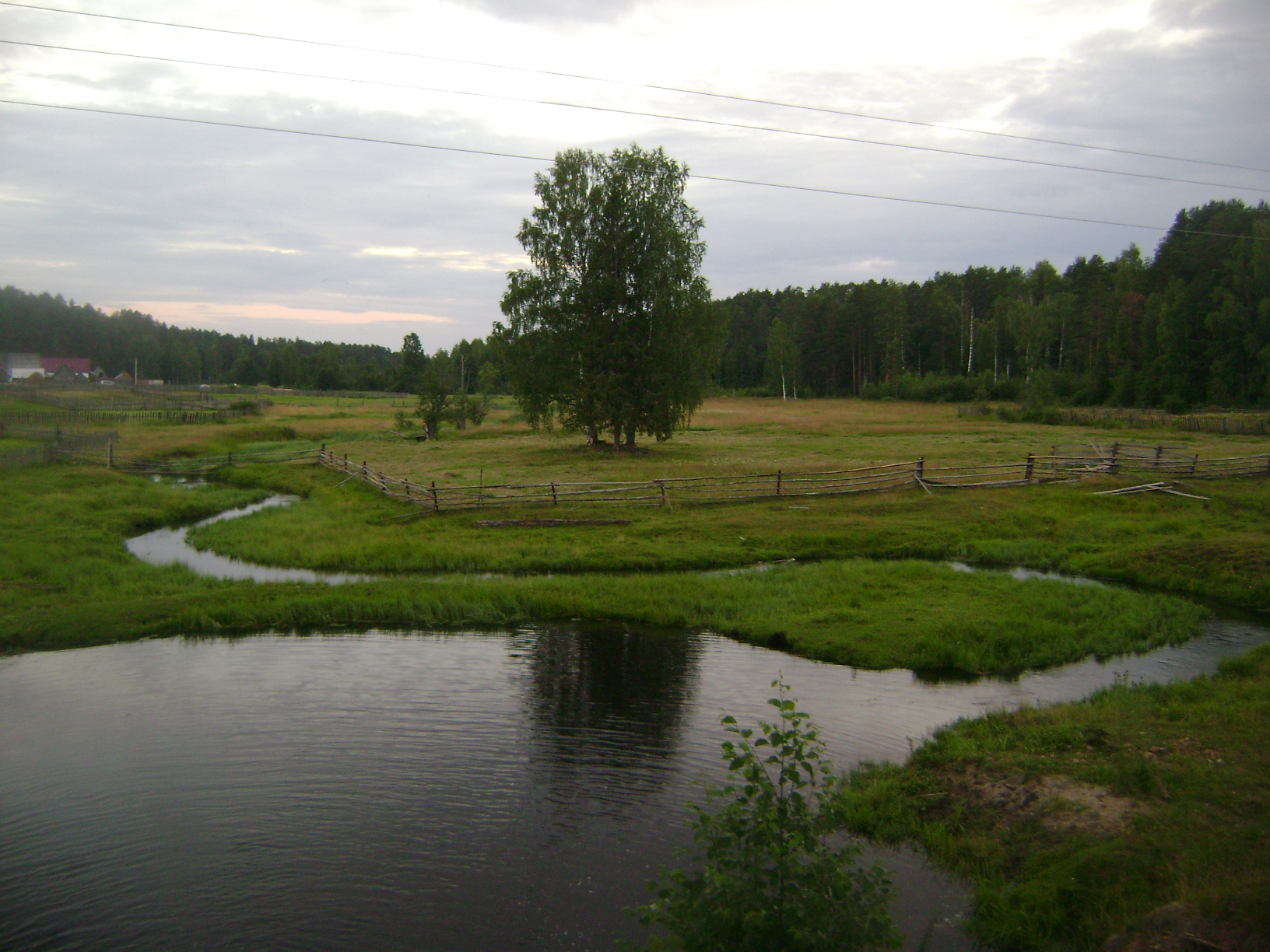
Река Кокманка у села Кокман

Район расположен в северо-западной части республики и на западе граничит с Кировской областью, на севере — с Юкаменским, Глазовским и Балезинским районами республики, на юго-востоке и юге — соответственно с Игринским и Селтинским районами. Северная часть района расположена на Красногорской возвышенности, а южная — в Кильмезской низменности. По территории района протекает более 30 рек: Уть, Убыть, Сепыч, Пестерь, Лекма, Саля и другие, а также Кильмезь, крупный левый приток Вятки.
Площадь района — 1860,05 км². Лесистость района 63,9 %, при средней по Удмуртии — 46,8 %.

## История
Святогорский район образован 15 июля 1929 года из 13 сельсоветов Святогорской и Курьинской волостей Глазовского уезда, но уже 1 января 1932 года Святогорский район был ликвидирован и его территория была включена в состав Юкаменского и Глазовского районов. 8 января 1935 года Святогорский район был образован повторно и 9 марта того же года переименован в Барышниковский район. 10 июля 1938 года Барышниковский район получил своё новое, окончательное, название — Красногорский район. В 1962 году в результате очередной реформы район вновь был упразднён, его территория разделена между Балезинским и Глазовским сельскими и Игринским промышленным районами, а в 1965 году снова восстановлен.

## Население
| 1959   | 1970    | 1979    | 1989    | 2002    | 2009    | 2010    | 2011    | 2012    |
| ------ | ------- | ------- | ------- | ------- | ------- | ------- | ------- | ------- |
| 21 391 | ↘17 372 | ↘15 495 | ↘14 202 | ↘12 219 | ↘11 628 | ↘10 347 | ↘10 307 | ↘10 002 |
| 2013   | 2014    | 2015    | 2016    | 2017    | 2018    | 2019    | 2020    | 2021    |
| ↘9813  | ↘9545   | ↘9393   | ↘9187   | ↘9004   | ↘8902   | ↘8711   | ↘8576   | ↘7841   |

По данным переписи 2002 года на территории района проживало 12219 человек, переписи 2010 года — 10347 человек, между переписями население района сократилось на 18,09 %. Из общего населения района 42,77 % населения проживало в районном центре селе Красногорское. Средняя плотность населения — 5,56 чел./км². Район занимает 22-е место по численности населения и 25-е место по плотности среди муниципальных районов Удмуртии. На 1 января 2013 года, из 71 населённых пунктов района 14 не имели постоянного населения.

### Национальный состав

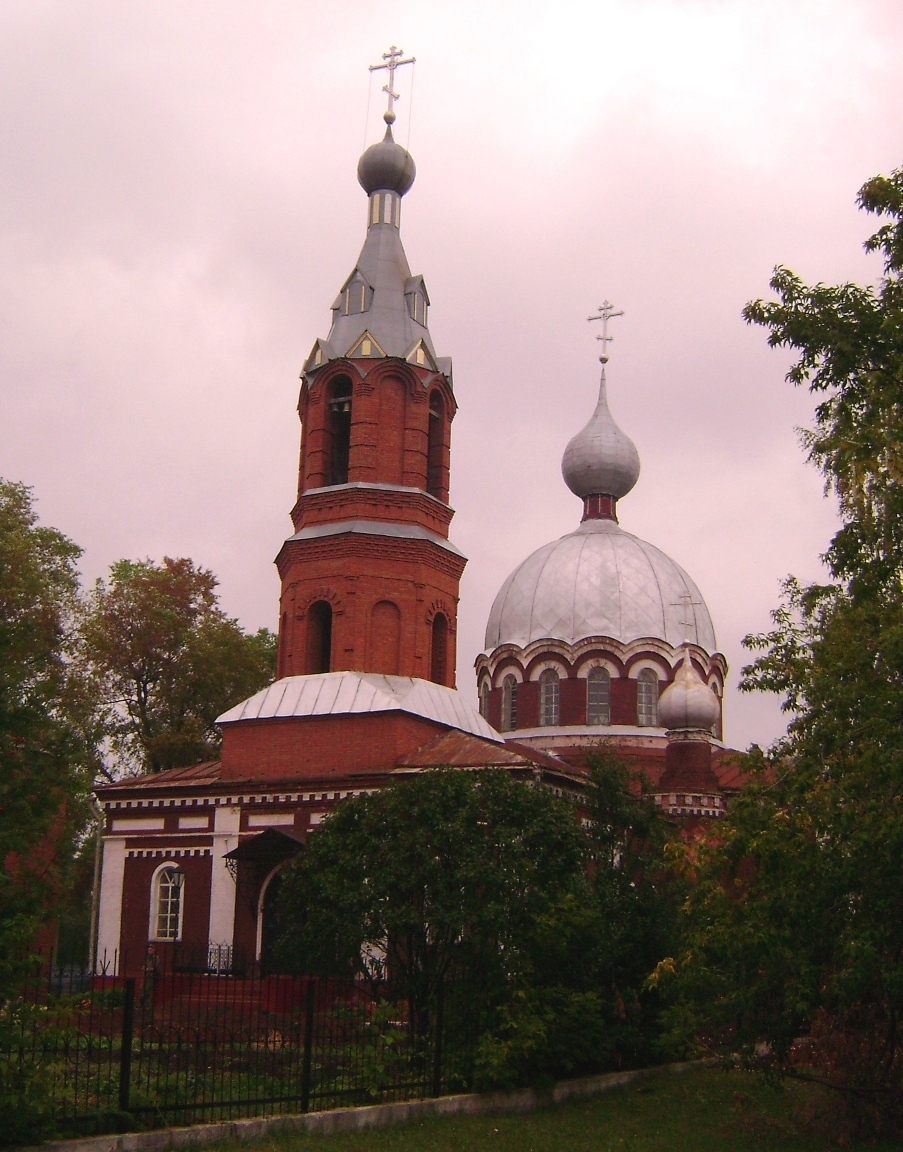
Храм Покрова Пресвятой Богородицы села Красногорское

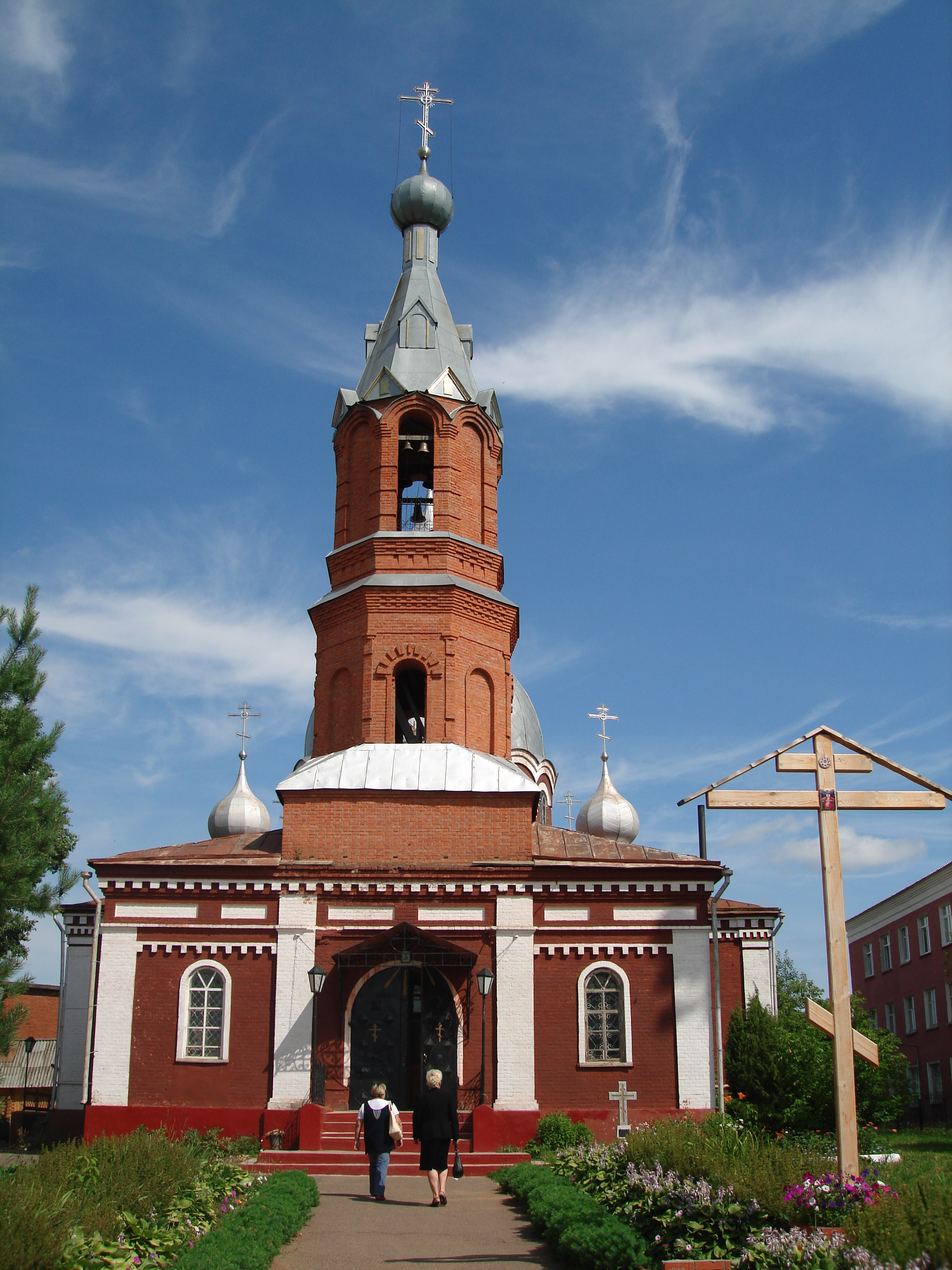
Храм Покрова Пресвятой Богородицы. с. Красногорское фото лето 2009 года.

По результатам переписи 2020 года, среди населения района русские составляли 66,1 % удмурты — 31,8 %, татары — 1,3 %. Красногорский район один из 13 сельских районов республики, где русские составляют большинство.

### Религиозный состав
Большинство верующих — православные. Среди русского населения района значительную долю составляют потомки староверов, бежавших от преследования властей в глухие и малообжитые районы за Вятку. В районном центре, селе Красногорском, действует возвращённый верующим Храм Покрова Пресвятой Богородицы.

## Административное деление
В Красногорский район как административно-территориальную единицу входят 10 сельсоветов. Сельсоветы (сельские администрации) одноимённы образованным в их границах сельским поселениям.
В муниципальный район входили 10 муниципальных образований со статусом сельских поселений.
| №  | Бывшее сельское поселение | Административный центр | Количество населённых пунктов | Население (чел.) | Площадь (км²) |
| -- | ------------------------- | ---------------------- | ----------------------------- | ---------------- | ------------- |
| 1  | Агрикольское              | село Красногорское     | 17                            | ↘1261            | 448,54        |
| 2  | Архангельское             | село Архангельское     | 5                             | ↘312             | 164,06        |
| 3  | Валамаз                   | село Валамаз           | 1                             | ↘603             | 139,71        |
| 4  | Васильевское              | село Васильевское      | 18                            | ↘437             | 210,89        |
| 5  | Дебинское                 | село Дёбы              | 8                             | ↘474             | 107,28        |
| 6  | Кокман                    | село Кокман            | 1                             | ↘261             | 255,73        |
| 7  | Красногорское             | село Красногорское     | 5                             | ↘4041            | 59,69         |
| 8  | Курьинское                | село Курья             | 6                             | ↘452             | 116,72        |
| 9  | Прохоровское              | деревня Бараны         | 7                             | ↘294             | 253,15        |
| 10 | Селеговское               | село Большой Селег     | 4                             | ↘217             | 104,28        |

### Населённые пункты
В Красногорский район входит 72 населённых пункта.
| №  | Населённый пункт  | Тип     | Население | Бывшее сельское поселение |
| -- | ----------------- | ------- | --------- | ------------------------- |
| 1  | Агриколь          | деревня | ↗708      | Агрикольское              |
| 2  | Артык             | деревня | ↘148      | Васильевское              |
| 3  | Архангельское     | село    | ↘315      | Архангельское             |
| 4  | Багыр             | деревня | ↘213      | Красногорское             |
| 5  | Бараны            | деревня | ↘229      | Прохоровское              |
| 6  | Бараны            | хутор   | ↘2        | Агрикольское              |
| 7  | Большая Игра      | деревня | ↗10       | Агрикольское              |
| 8  | Большие Чуваши    | деревня | →19       | Селеговское               |
| 9  | Большой Полом     | деревня | ↘12       | Курьинское                |
| 10 | Большой Селег     | село    | ↘282      | Селеговское               |
| 11 | Ботаниха          | деревня | ↘92       | Курьинское                |
| 12 | Бурово            | деревня | ↗25       | Прохоровское              |
| 13 | Бухма             | деревня | ↘10       | Курьинское                |
| 14 | Вавилово          | деревня | ↘61       | Прохоровское              |
| 15 | Валамаз           | село    | ↘603      | Валамаз                   |
| 16 | Васильевское      | село    | ↘244      | Васильевское              |
| 17 | Гаинцы            | деревня | ↘21       | Васильевское              |
| 18 | Дёбы              | село    | ↘346      | Дебинское                 |
| 19 | Демидовцы         | деревня | ↗7        | Васильевское              |
| 20 | Елово             | деревня | ↘21       | Васильевское              |
| 21 | Ефремово          | деревня | →0        | Прохоровское              |
| 22 | Захватай          | деревня | ↘26       | Прохоровское              |
| 23 | Зотово            | деревня | ↘47       | Дебинское                 |
| 24 | Ивановцы          | деревня | →0        | Дебинское                 |
| 25 | Каркалай          | деревня | ↘6        | Васильевское              |
| 26 | Касаткино         | деревня | ↗6        | Красногорское             |
| 27 | Кисели            | деревня | ↘2        | Васильевское              |
| 28 | Клабуки           | деревня | ↘44       | Агрикольское              |
| 29 | Кокман            | село    | ↘261      | Кокман                    |
| 30 | Коровкинцы        | деревня | ↗35       | Агрикольское              |
| 31 | Котомка           | деревня | ↘13       | Красногорское             |
| 32 | Красногорское     | село    | ↘3855     | Красногорское             |
| 33 | Кулемино          | деревня | →8        | Агрикольское              |
| 34 | Курья             | село    | ↗448      | Курьинское                |
| 35 | Малая Игра        | деревня | ↘56       | Агрикольское              |
| 36 | Малые Чуваши      | деревня | →0        | Курьинское                |
| 37 | Малягурт          | деревня | ↘84       | Агрикольское              |
| 38 | Мельниченки       | деревня | ↘33       | Васильевское              |
| 39 | Мухино            | деревня | ↘79       | Васильевское              |
| 40 | Нефедово          | деревня | ↘12       | Прохоровское              |
| 41 | Ново-Кычино       | деревня | ↗30       | Красногорское             |
| 42 | Новый Караул      | деревня | ↘61       | Архангельское             |
| 43 | Новый Качкашур    | деревня | →0        | Архангельское             |
| 44 | Новый Кеновай     | деревня | ↗1        | Агрикольское              |
| 45 | Нохрино           | деревня | →0        | Дебинское                 |
| 46 | Огородники        | деревня | ↘9        | Васильевское              |
| 47 | Осипинцы          | деревня | →0        | Васильевское              |
| 48 | Пивовары          | деревня | ↘18       | Селеговское               |
| 49 | Полянцы           | деревня | →0        | Васильевское              |
| 50 | Потапово          | деревня | ↗20       | Агрикольское              |
| 51 | Прохорово         | деревня | →65       | Прохоровское              |
| 52 | Родники           | деревня |           | Курьинское                |
| 53 | Русский Караул    | деревня | ↘3        | Дебинское                 |
| 54 | Рылово            | деревня | ↘43       | Архангельское             |
| 55 | Рябово            | деревня | ↘41       | Агрикольское              |
| 56 | Савастьяновцы     | деревня | →0        | Васильевское              |
| 57 | Старое Кычино     | деревня | →115      | Агрикольское              |
| 58 | Старый Качкашур   | деревня | ↘60       | Дебинское                 |
| 59 | Старый Кеновай    | деревня | ↘18       | Васильевское              |
| 60 | Сычи              | деревня | →0        | Селеговское               |
| 61 | Сюрзяне           | деревня | →18       | Агрикольское              |
| 62 | Тараканово        | деревня | ↗69       | Агрикольское              |
| 63 | Тукташ            | деревня | ↗76       | Дебинское                 |
| 64 | Тура              | деревня | ↘66       | Агрикольское              |
| 65 | Убытьдур          | деревня | →25       | Агрикольское              |
| 66 | Удмуртский Караул | деревня | ↘78       | Дебинское                 |
| 67 | Чебаково          | деревня | →0        | Архангельское             |
| 68 | Черныши           | деревня | →7        | Васильевское              |
| 69 | Чумаки            | деревня | ↘20       | Васильевское              |
| 70 | Шахрово           | деревня | →13       | Васильевское              |
| 71 | Шаши              | деревня | ↗1        | Васильевское              |
| 72 | Юшур              | деревня | ↘44       | Агрикольское              |

Упразднённые населённые пункты
- 2004 год — деревни Андреевцы, Кельдыш, Раменцы, Старое Беляево, Тарасенки, Шиши[37].

## Местное самоуправление
Государственная власть в районе осуществляется на основании Устава, структуру органов местного самоуправления муниципального района составляют:
1. Районный Совет депутатов — представительный орган местного самоуправления, в составе 21 депутата, избирается каждые 5 лет.

Главы района
- Владимир Серафимович Корепанов
- с 20204 года — Любовь Ивановна Сергеева

Главы Администрации района
- Бабинцев Виктор Игоревич
- Игорь Борисович Прокашев

Символика района
Официальными символами муниципального района являются герб и флаг, отражающие исторические, культурные, национальные, географические и иные местные традиции и особенности.

## Социальная инфраструктура
Система образования района включает 11 школ (8 средних, 2 основных, начальную школу-сад) и 12 детских садов. К учреждениям дополнительного образования относятся: детская школа искусств и дом декоративно-прикладного искусства. Медицинскую помощь населению оказывают 3 больницы и 14 фельдшерско-акушерских пунктов. Также в районе действуют 16 домов культуры и клубных учреждения и 15 библиотек.

## Экономика
Ведущей отраслью района является сельское хозяйство. В районе имеется 10 сельскохозяйственных предприятий, в том числе СПК и ООО. Производственное направление сельскохозяйственной отрасли — молочно-мясное скотоводство. Выращивается лён.